# Хвильова пластинка

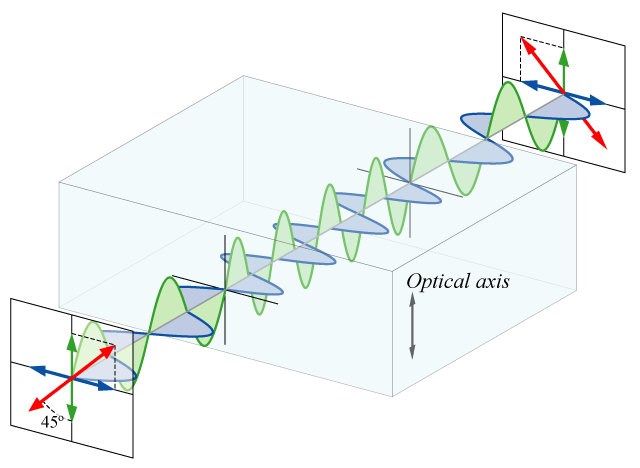
Електричне поле, паралельне оптичній осі
Електричне поле, перпендикулярне до осі
Сумарне поле
Лінійно поляризоване світло, що входить в півхвильову пластинку розділяється на дві хвилі, паралельну та перпендикулярну до оптичної осі. Паралельна хвиля розповсюджується в пластинці дещо повільніше, ніж перпендикулярна. На виході з пластинки паралельна хвиля відстає від перпендикулярної на половину довжини хвилі, а тому на виході виникає хвиля, поляризована дзеркально відносно вхідної.

Хвильова пластинка — оптичний елемент, що змінює поляризацію електромагнітної хвилі. Найбільшу популярність мають півхвильова пластинка, що змінює орієнтацію лінійної поляризації та чвертьхвильова пластинка, яка змінює лінійну поляризацію на кругову або навпаки.
Хвильові пластики виготовляються з матеріалів із подвійним променезаломленням (кварцу, слюди), в яких швидкість розповсюдження електромагнітної хвилі залежить від поляризації. Поведінка хвильової пластинки (наприклад те, чи є вона півхвильовою чи чвертьхвильовою) залежить від товщини кристалу, довжини хвилі та зміни показника заломлення. Підбираючи потрібне співвідношення між цими параметрами, можна контролювати фазовий зсув між двома поляризаціями хвилі й, як наслідок, змінювати поляризацію.

## Принцип дії

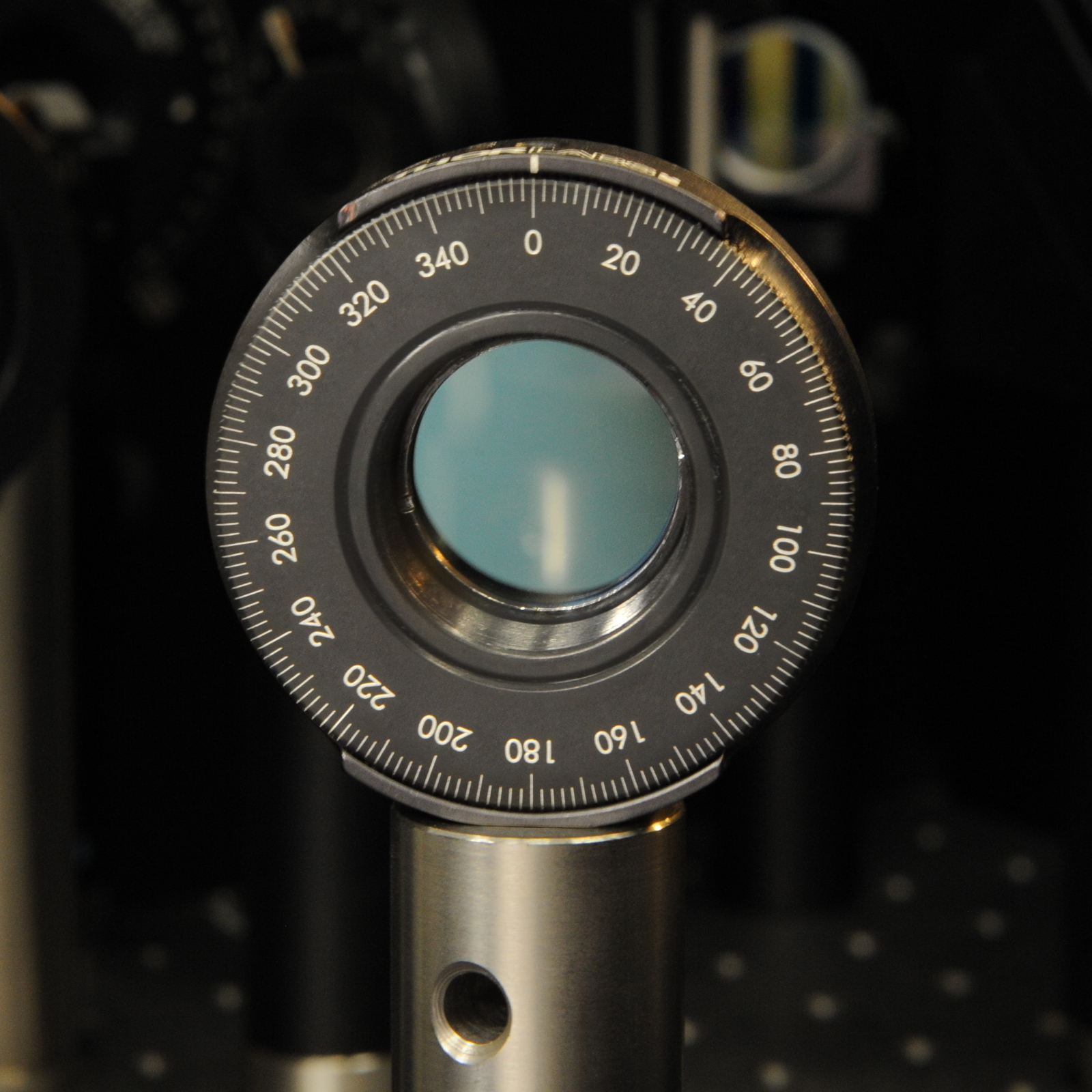
Хвильова пластинка в тримачі

Хвильова пластинка працює, змінюючи різницю фаз між перпендикулярними поляризаціями світлової хвилі. Зазвичай це просто кристал із подвійним заломленням ретельно підібраної орієнтації та товщини. З кристалу вирізають пластину, орієнтовану так, щоб його оптична вісь була паралельною до поверхні. Як наслідок в площині розтину утворюються дві осі: звичайна вісь з показником заломлення no та незвичайна вісь з показником заломлення ne. Звичайна вісь перпендикулярна до оптичної осі, а незвичайна паралельна їй. При нормальному падінні світла на пластинку його компонента, поляризована вздовж звичайної осі, розповсюджується в кристалі зі швидкістю vo = c/no, а компонента, поляризована вздовж незвичайної осі, має швидкість розповсюдження ve = c/ne. На виході з кристалу виникає різниця фаз між двома компонентами. Коли ne < no, як у кальциті, незвичайну вісь називають швидкою, а звичайну — повільною. Для ne > no ситуація протилежна.
В залежності від товщини кристалу світло з поляризаційними компонентами вздовж різних осей вийде з нього в різних станах. Хвильову пластинку характеризують різницею фаз Γ між двома компонентами, що визначається Δn подвійного променезаломлення та товщиною кристалу L за формулою
{\displaystyle \Gamma ={\frac {2\pi \,\Delta n\,L}{\lambda _{0}}},}
де λ0 — довжина хвилі у вакуумі.
Хвильові пластинки, як і поляризатори, можна описати за допомогою матриць Джонса, які використовують векторне представлення поляризованого стану світла.
Хоча характеристика подвійного заломлення Δn дещо змінюється через дисперсію, ці зміни малі в порівнянні зі зміною різниці фаз в залежності від довжини хвилі (яка фігурує в знаменнику формули). Тому хвильові пластинки виготовляють так, щоб вони працювали в певному діапазоні довжин хвиль. Варіацію фази можна мінімізувати, поставивши дві хвильові пластинки з незначною різницею в товщині одна за одною так, щоб повільна вісь однієї збігалася зі швидкою віссю другої. У такій конфігурації відносна зміна фази дорівнює, наприклад для чвертьхвильової пластинки, четверті довжини хвилі, а не трьом четвертям чи довжині хвилі плюс чверть. Це називають хвильовою пластинкою нульового порядку.
Для однієї хвильової пластинки зміна довжини хвилі призводить до лінійної похибки у фазі. Нахил пластики вносить похибку 1/cos θ в довжину шляху, а тому тільки квадратичну похибку в різницю фаз. Для незвичайної поляризації завдяки нахилу показник заломлення змінюється, пропорційно множнику cos θ, тому в сумі зі зміною шляху, зсув фази незвичайної хвилі дорівнює нулю.
Потрібну товщину пластики, яка залежить від матеріалу, можна оцінити, знаючи різницю показників заломлення звичайної та незвичайної хвилі. Показник заломлення кальциту змінюється в першому знаку після коми, тому пластинка з кальциту повинна бути приблизно в десять разів більшою, ніж довжина хвилі. Показник заломлення кварцу та фториду магнію змінюється в другому знаку після коми, тому для хвильових пластинок із цих матеріалів характерні розміри більші.

## Типи хвильових пластинок

### Півхвильова пластинка

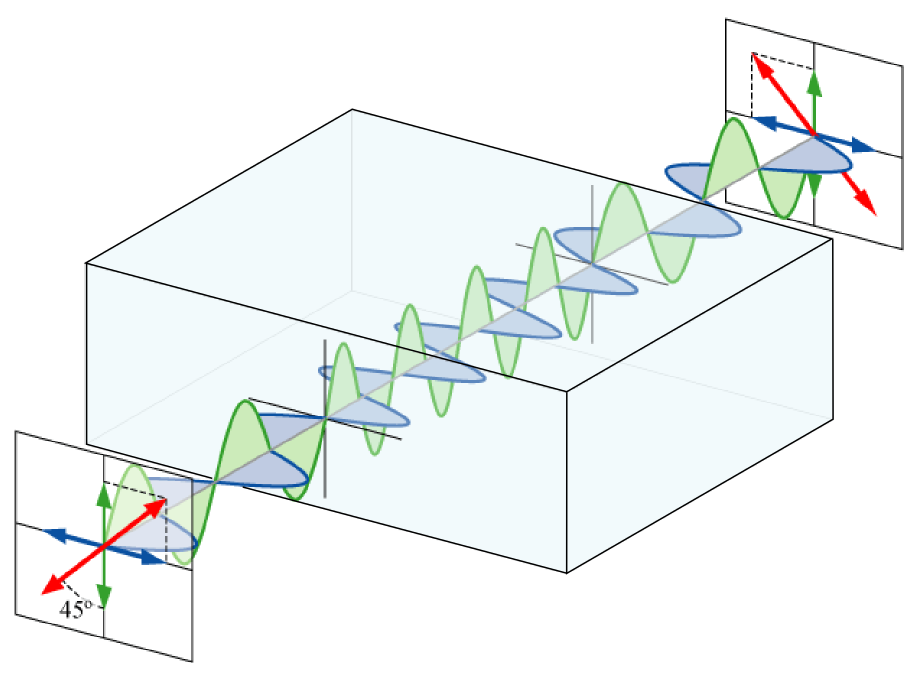
Проходження хвилі через півхвильову прастинку.

Для півхвильової пластинки співвідношення між L, Δn та λ0 вибирається так, щоб фазова різниця між по-різному поляризованими компонентами хвилі дорівнювала Γ = π. Нехай на вхід пластинки поступає хвиля з поляризацією {\displaystyle \mathbf {\hat {p}} }. Далі θ позначає кут між {\displaystyle \mathbf {\hat {p}} } та {\displaystyle \mathbf {\hat {f}} }, де {\displaystyle \mathbf {\hat {f}} } — вектор вздовж швидкої осі, а z позначає напрям поширення хвилі. Електричне поле хвилі на вході задається формулою
{\displaystyle \mathbf {E} \,\mathrm {e} ^{i(kz-\omega t)}=E\,\mathbf {\hat {p}} \,\mathrm {e} ^{i(kz-\omega t)}=E(\cos \theta \,\mathbf {\hat {f}} +\sin \theta \,\mathbf {\hat {s}} )\mathrm {e} ^{i(kz-\omega t)},}
де {\displaystyle \mathbf {\hat {s}} } вказує напрямок вздовж повільної осі. Півхвильова пластинка вносить зсув фази eiΓ = eiπ = −1 між f та s компонентами хвилі, так що на виході з кристалу хвиля задається формулою
{\displaystyle E(\cos \theta \,\mathbf {\hat {f}} -\sin \theta \,\mathbf {\hat {s}} )\mathrm {e} ^{i(kz-\omega t)}=E[\cos(-\theta )\mathbf {\hat {f}} +\sin(-\theta )\mathbf {\hat {s}} ]\mathrm {e} ^{i(kz-\omega t)}.}
Якщо {\displaystyle \mathbf {\hat {p}} '} позначає вектор поляризації хвилі на виході з пластинки, цей вираз показує, що кут між {\displaystyle \mathbf {\hat {p}} '} та {\displaystyle \mathbf {\hat {f}} } дорівнює −θ. Вочевидь, півхвильова пластинка по суті створює дзеркальне відображення вектора поляризації відносно площини, утвореної векторами {\displaystyle \mathbf {\hat {f}} } та {\displaystyle \mathbf {\hat {z}} }. Для лінійно поляризованої хвилі це еквівалентно повороту вектора поляризації на кут 2θ, але для еліптично поляризованого світла півхвильова пластинка змінює напрямок обертання вектора поляризації.

### Чвертьхвильова пластинка

Дві хвилі, що відрізняються зсувом фази на чверть.

Утворення хвилі з круговою поляризацією за допомогою чвертьхвильової пластинки та поляризаційного фільтра

Для чвертьхвильової пластинки L, Δn та λ0 підбираються так, що зсув фази між різнополяризованими компонентами хвилі дорівнює Γ = π/2. Нехай на кристал падає лінійно поляризована хвиля, яку можна записати
{\displaystyle (E_{f}\mathbf {\hat {f}} +E_{s}\mathbf {\hat {s}} )\mathrm {e} ^{i(kz-\omega t)},}
де осі f та s є, відповідно, швидкою та повільною осями пластинки, а хвиля розповсюджується вздовж осі z. Ef та Es дійсні. Чвертьхвильова пластинка призводить до фазового множника eiΓ =eiπ/2 = i між f та s компонентами хвилі, тож на виході з кристалу хвиля має форму
{\displaystyle (E_{f}\mathbf {\hat {f}} +iE_{s}\mathbf {\hat {s}} )\mathrm {e} ^{i(kz-\omega t)}.}
Тепер вона еліптично поляризована.
Якщо вектор поляризації хвилі, що падає на кристал, вибрано так, що він утворює кут 45° зі швидкою та повільною осями пластинки, то Ef = Es ≡ E, і вихідна хвиля має форму
{\displaystyle E(\mathbf {\hat {f}} +i\mathbf {\hat {s}} )\mathrm {e} ^{i(kz-\omega t)},}
тобто кругову поляризацію.
Якщо вибрати вісь поляризації хвилі, що падає на кристал так, щоб вона утворювала кут 0° з швидкою або повільною віссю пластинки, поляризація не зміниться, тобто залишиться лінійною. Якщо кут буде між 0° та 45°, на виході з пластинки хвиля буде поляризова еліптично.

### Повнохвильова, чутлива до кольору, пластинка
Повнохвильова пластика спричиняє зсув фази між двома поляризаціями рівно на одну довжину хвилі, але для світла певної частоти. В оптичній мінералогії використовуються пластинки, зроблені для зеленого світла (довжина хвилі = 540 нм). Тоді лінійно поляризоване біле світло після проходження через пластинку стає еліптично поляризованим, окрім складової з довжиною хвилі 540 нм, що залишиться лінійно поляризованою. Якщо далі пропустити світло через лінійний поляризатор, перпендикулярний до поляризації пучка, це зелене світло повністю зникне, залишиться лише світло інших кольорів. Таке світло іноді називають чутливим відтінком (sensitive tint). Такі пластинки використовуються в мінералогії для ідентифікації мінералів в шліфі.

## Використання хвильових пластинок у мінералогії та оптичній петорології
Чутливі до кольору повнохвильові та чвертьхвильові пластинки широко використовуються в оптичній мінералогії. Оснащення петрографічних мікроскопів хвильовими пластинами та поляризаторами спрощує ідентифікацію мінералів у шліфах, зокрема дозволяючи зробити висновки щодо форми та орієнтації оптичних індикатрис у видимій області кристалу.
На практиці пластинки вставляють між перпендикулярними поляризаторами під кутом 45 градусів. Це дозволяє провести під мікроскопом дві різні процедури. Пластинки дозволяють розрізнити орієнтацію оптичних індекатрис відносно видовження кристалів, визначити чи мінерал повільний уздовж, чи швидкий. Це визначається за збільшенням чи зменшенням забарвлення при вставлянні пластинки. Дещо складніша процедура дозволяє використовувати забарвлення в методі коноскопічної інтерференційної картини для вимірювання оптичних кутів мінералів. Оптичний кут (його часто позначають "2V") може служити для діагностики типу матеріалу, а в окремих випадках дати інформацію про зміну хімічного складу в зразках мінералів одного типу.

## Виноски
1. 1 2  Hecht, E. (2001). Optics (вид. 4th). с. 352–5. ISBN 0805385665.
2. ↑  Tint plates. DoITPoMS. University of Cambridge. Архів оригіналу за 19 липня 2016. Процитовано 31 грудня 2016.
3. 1 2  Winchell, Newton Horace; Winchell, Alexander Newton (1922). Elements of Optical Mineralogy: Principles and Methods. Т. Vol. 1. New York: John Wiley & Sons. с. 121. {{cite book}}: |volume= має зайвий текст (довідка)